# أنطوني سميث (كاتب)
أنطوني سميث (بالإنجليزية: Anthony Smith)‏ هو كاتب بريطاني، ولد في 1938. وتوفي في 28 نوفمبر 2021.